# David Robert
David Robert (* 12. April 1969 in Luxeuil-les-Bains) ist ein ehemaliger französischer Fußballspieler.

## Karriere
Als Jugendspieler gehörte Robert den Junioren des FC Sochaux an, von wo aus er 1985 ins Ausbildungszentrum INF Vichy geschickt wurde. Bei Sochaux hielten die Verantwortlichen den Spieler drei Jahre darauf für nicht geeignet für das Erstligateam, sodass sie ihn an den Zweitligisten US Valenciennes-Anzin abgaben. Bei Valenciennes konnte sich Robert jedoch ebenso wenig durchsetzen, kam in der Spielzeit 1988/89 nicht über drei Einsätze hinaus und kehrte an deren Ende nach Sochaux zurück. 
In Sochaux gelang ihm im Verlauf der Saison 1989/90 zwar sein Erstligadebüt, abgesehen davon lief er aber ausschließlich für die Reserveelf auf. Nach einem weiteren Jahr ohne Einsatz ließ er diesem eine Spielzeit mit 23 bestrittenen Partien folgen, da Trainer Silvester Takač doch noch auf den Akteur setzte. Robert erkämpfte sich einen Stammplatz, der allerdings keinen dauerhaften Bestand hatte. Angesichts dessen zog er 1994 einen Wechsel zum Ligakonkurrenten Le Havre AC vor, wo er nach einiger Zeit  als Ersatzspieler vollständig aus der ersten Auswahl verdrängt wurde. Dies veranlasste ihn 1996 dazu, mit 27 Jahren nach 95 Erstligapartien mit vier Toren und drei Zweitligapartien ohne Torerfolg seine Laufbahn zu beenden. Robert kehrte in die Umgebung von Sochaux zurück und lief für einen Amateurverein auf, ehe er eine Pizzeria eröffnete.